# Wilgenvouwmot
De wilgenvouwmot (Phyllonorycter salicicolella) is een vlinder uit de familie mineermotten (Gracillariidae). De wetenschappelijke naam is voor het eerst geldig gepubliceerd in 1848 door Sircom.
De soort komt voor in Europa.